# Japan Soccer League 1989-1990
La stagione 1989-1990 è stata la venticinquesima edizione della Japan Soccer League, massimo livello del campionato giapponese di calcio.

## Avvenimenti

### Il campionato
Il primo raggruppamento ripropose il duello in vetta fra lo Yomiuri e il Nissan Motors: grazie ai risultati favorevoli ottenuti negli scontri diretti, i campioni in carica difenderanno il proprio titolo conquistandolo sul filo di rasoio, giungendo al termine del campionato con un solo punto di distacco sugli avversari. Sul fondo della classifica il Toshiba, al suo esordio assoluto in massima divisione, uscì indenne da una lotta per la salvezza che vide, infine, il declassamento di due squadre blasonate come il Fujita, che scese di categoria per la prima volta nella sua storia, e l'Hitachi, condannato in anticipo dopo che la propria permanenza in massima serie era durata appena un anno.
La seconda divisione vide invece il predominio del Mitsubishi Heavy Industries, che dominando la classifica risalì prontamente in massima serie: ad accompagnare la squadra sarà il Toyota Motors che, nel corso del campionato, dovrà fronteggiare la concorrenza del Mazda. La bagarre per non retrocedere nelle leghe regionali fu poco combattuta, con il Mazda Auto Hiroshima e il Teijin già fuori gara con alcune giornate di anticipo.

## Squadre

### Profili
Division 1
| Club partecipanti   | Club partecipanti | Città     | Stagione 1988-1989              |
| ------------------- | ----------------- | --------- | ------------------------------- |
| ANA                 | dettagli          | Yokohama  | 2° in JSL Division 1            |
| Fujita              | dettagli          | Tokyo     | 4° in JSL Division 1            |
| Furukawa Electric   | dettagli          | Yokohama  | 6° in JSL Division 1            |
| Hitachi             | dettagli          | Kashiwa   | 2° in JSL Division 2 (promosso) |
| Honda Motor         | dettagli          | Hamamatsu | 9° in JSL Division 1            |
| Matsushita Electric | dettagli          | Osaka     | 7° in JSL Division 1            |
| NKK                 | dettagli          | Kawasaki  | 10° in JSL Division 1           |
| Nissan Motors       | dettagli          | Yokohama  | Campione del Giappone           |
| Toshiba             | dettagli          | Kawasaki  | 1° in JSL Division 2 (promosso) |
| Yamaha Motors       | dettagli          | Iwata     | 3° in JSL Division 1            |
| Yanmar Diesel       | dettagli          | Osaka     | 8° in JSL Division 1            |
| Yomiuri             | dettagli          | Tokyo     | 5° in JSL Division 1            |

Division 2
| Club partecipanti    | Club partecipanti | Città      | Stagione 1988-1989                  |
| -------------------- | ----------------- | ---------- | ----------------------------------- |
| Cosmo Oil            | dettagli          | Yokkaichi  | 11° in JSL Division 2               |
| Fujitsu              | dettagli          | Kawasaki   | 5° in JSL Division 2                |
| Kawasaki Steel       | dettagli          | Kawasaki   | 12° in JSL Division 2               |
| Kofu Club            | dettagli          | Kōfu       | 9° in JSL Division 2                |
| Kyoto Shiko          | dettagli          | Kyoto      | 2° nei playoff regionali (promosso) |
| Mazda                | dettagli          | Hiroshima  | 5° in JSL Division 2                |
| Mazda Auto Hiroshima | dettagli          | Hiroshima  | 1° nei playoff regionali (promosso) |
| Mitsubishi HI        | dettagli          | Tokyo      | 12° in JSL Division 1 (retrocesso)  |
| Nippon Steel         | dettagli          | Kitakyūshū | 10° in JSL Division 2               |
| NTT Kanto            | dettagli          | Saitama    | 7° in JSL Division 2                |
| Osaka Gas            | dettagli          | Osaka      | 8° in JSL Division 2                |
| Sumitomo Metals      | dettagli          | Kashima    | 11° in JSL Division 1 (retrocesso)  |
| Tanabe Pharma        | dettagli          | Osaka      | 3° in JSL Division 2                |
| Teijin               | dettagli          | Matsuyama  | 13° in JSL Division 2               |
| Toho Titanium        | dettagli          | Chigasaki  | 14° in JSL Division 2               |
| Toyota Motors        | dettagli          | Susono     | 6° in JSL Division 2                |

### Allenatori
Division 1
| Club                | Allenatore          |
| ------------------- | ------------------- |
| ANA                 | Toshihiko Shiozawa  |
| Fujita              | Yoshinobu Ishii     |
| Furukawa Electric   | Eijun Kiyokumo      |
| Hitachi             | Yoshikazu Nagaoka   |
| Honda Motor         | Masakatsu Miyamoto  |
| Matsushita Electric | Yoji Mizuguchi      |
| NKK                 | Shintaro Okamura    |
| Nissan Motors       | José Oscar Bernardi |
| Toshiba             | Takeo Takahashi     |
| Yamaha Motors       | Kikuo Konagaya      |
| Yanmar Diesel       | Kuniya Mita         |
| Yomiuri             | George Yonashiro    |

Division 2
| Club                 | Allenatore       |
| -------------------- | ---------------- |
| Cosmo Oil            | Mitsuo Kamata    |
| Fujitsu              | Shigeo Yaegashi  |
| Kawasaki Steel       | Seiichi Kun      |
| Kofu Club            | Mitsuru Shimizu  |
| Kyoto Shiko          | Bunji Kimura     |
| Mazda                | Kazuo Imanishi   |
| Mazda Auto Hiroshima | Sconosciuto      |
| Mitsubishi HI        | Kazuo Saitō      |
| Nippon Steel         | Oi Narimoto      |
| NTT Kanto            | Hisao Shirato    |
| Osaka Gas            | Sconosciuto      |
| Sumitomo Metals      | Atsushi Nomiyama |
| Tanabe Pharma        | Akio Arai        |
| Teijin               | Sconosciuto      |
| Toho Titanium        | Akira Orido      |
| Toyota Motors        | Kenji Soga       |

## Classifiche finali

### JSL Division 1
|                     | Pos. | Squadra             | Pt | G  | V  | N | P  | GF | GS | DR  |
| ------------------- | ---- | ------------------- | -- | -- | -- | - | -- | -- | -- | --- |
| Giappone (bandiera) | 1.   | Nissan Motors       | 47 | 22 | 14 | 5 | 3  | 44 | 26 | +18 |
|                     | 2.   | Yomiuri             | 46 | 22 | 13 | 7 | 2  | 36 | 16 | +22 |
|                     | 3.   | ANA                 | 40 | 22 | 11 | 7 | 4  | 34 | 19 | +15 |
|                     | 4.   | Furukawa Electric   | 38 | 22 | 10 | 8 | 4  | 25 | 16 | +9  |
|                     | 5.   | Yamaha Motors       | 34 | 22 | 9  | 7 | 6  | 23 | 19 | +4  |
|                     | 6.   | Honda Motor         | 32 | 22 | 10 | 2 | 10 | 32 | 29 | +3  |
|                     | 7.   | Yanmar Diesel       | 27 | 22 | 6  | 9 | 7  | 20 | 23 | -3  |
|                     | 8.   | NKK                 | 24 | 22 | 5  | 9 | 8  | 16 | 32 | -16 |
|                     | 9.   | Toshiba             | 20 | 22 | 4  | 8 | 10 | 20 | 28 | -8  |
|                     | 10.  | Matsushita Electric | 19 | 22 | 4  | 7 | 11 | 24 | 31 | -7  |
|                     | 11.  | Fujita              | 17 | 22 | 4  | 5 | 13 | 17 | 30 | -13 |
|                     | 12.  | Hitachi             | 13 | 22 | 3  | 4 | 15 | 12 | 26 | -24 |

Legenda:

      Campione del Giappone e ammessa al Campionato d'Asia per club 1990-91

      Retrocessa in Japan Soccer League Division 2 1990-91
Note:
Tre punti a vittoria, uno a pareggio, zero a sconfitta.

### JSL Division 2
|  | Pos. | Squadra              | Pt | G  | V  | N  | P  | GF | GS | DR  |
|  | ---- | -------------------- | -- | -- | -- | -- | -- | -- | -- | --- |
|  | 1.   | Mitsubishi HI        | 70 | 30 | 22 | 4  | 4  | 89 | 25 | +64 |
|  | 2.   | Toyota Motors        | 69 | 30 | 22 | 3  | 5  | 84 | 26 | +58 |
|  | 3.   | Mazda                | 67 | 30 | 20 | 7  | 3  | 62 | 20 | +42 |
|  | 4.   | Kyoto Shiko          | 60 | 30 | 17 | 9  | 4  | 61 | 28 | +33 |
|  | 5.   | Fujitsu              | 55 | 30 | 17 | 4  | 9  | 58 | 35 | +23 |
|  | 6.   | Sumitomo Metals      | 52 | 30 | 14 | 10 | 6  | 50 | 27 | +23 |
|  | 7.   | Tanabe Pharma        | 52 | 30 | 15 | 7  | 8  | 44 | 36 | +8  |
|  | 8.   | Kawasaki Steel       | 49 | 30 | 14 | 7  | 9  | 47 | 23 | +24 |
|  | 9.   | NTT Kanto            | 47 | 30 | 13 | 8  | 9  | 41 | 32 | +9  |
|  | 10.  | Cosmo Oil            | 32 | 30 | 8  | 8  | 14 | 38 | 39 | -1  |
|  | 11.  | Toho Titanium        | 27 | 30 | 6  | 9  | 15 | 26 | 56 | -30 |
|  | 12.  | Kofu Club            | 24 | 30 | 5  | 9  | 16 | 25 | 51 | -26 |
|  | 13.  | Nippon Steel         | 24 | 30 | 7  | 3  | 20 | 29 | 68 | -39 |
|  | 14.  | Osaka Gas            | 19 | 30 | 5  | 4  | 21 | 17 | 78 | -61 |
|  | 15.  | Mazda Auto Hiroshima | 12 | 30 | 3  | 3  | 24 | 30 | 87 | -57 |
|  | 16.  | Teijin               | 11 | 30 | 2  | 5  | 23 | 16 | 86 | -70 |

Legenda:

      Promossa in Japan Soccer League Division 1 1990-91

      Retrocessa nei campionati regionali

Note:
Tre punti a vittoria, uno a pareggio, zero a sconfitta.

## Statistiche

### Primati stagionali
| Record della Division 1 - Maggior numero di vittorie: Nissan Motors (14) - Minor numero di sconfitte: Yomiuri (2) - Miglior attacco: Nissan Motors (44) - Miglior difesa: Yomiuri e Furukawa Electric (16) - Miglior differenza reti: Yomiuri (+22) - Maggior numero di pareggi: Yanmar Diesel e NKK (9) - Minor numero di pareggi: Honda Motor (2) - Maggior numero di sconfitte: Hitachi (15) - Minor numero di vittorie: Hitachi (3) - Peggior attacco: Hitachi (12) - Peggior difesa: NKK (32) - Peggior differenza reti: Hitachi (-24) | Record della Division 2 - Maggior numero di vittorie: Mitsubishi Heavy Ind. e Toyota Motors (22) - Minor numero di sconfitte: Mazda (3) - Miglior attacco: Mitsubishi Heavy Ind. (89) - Miglior difesa: Mazda (20) - Miglior differenza reti: Mitsubishi Heavy Ind. (+64) - Maggior numero di pareggi: Sumitomo Metal Ind. (10) - Minor numero di pareggi: Toyota Motors, Nippon Steel, Mazda Auto Hiroshima (3) - Maggior numero di sconfitte: Teijin (23) - Minor numero di vittorie: Teijin (2) - Peggior attacco: Teijin (16) - Peggior difesa': Mazda Auto Hiroshima (87) - Peggior differenza reti: Teijin (-70) |

### Classifica marcatori
| Gol |  |  | Giocatore         | Squadra             |
| --- |  |  | ----------------- | ------------------- |
| 17  |  |  | Renato            | Nissan Motors       |
| 15  |  |  | Akihiro Nagashima | Matsushita Electric |
| 13  |  |  | Nobuhiro Takeda   | Yomiuri             |
| 11  |  |  | Hisashi Kurosaki  | Honda Motor         |

| Gol |  |  | Giocatore         | Squadra       |
| --- |  |  | ----------------- | ------------- |
| 36  |  |  | Masahiro Fukuda   | Mitsubishi HI |
| 27  |  |  | Shigeo Sawairi    | Toyota Motors |
| 25  |  |  | Gilberto da Silva | Kyoto Shiko   |
| 21  |  |  | Josimar           | Kyoto Shiko   |